# Columbus (Kansas)
Columbus é a segunda maior cidade do Condado de Cherokee, estado do Kansas nos EUA. Está a 15 milhas, 27,7 km, ao sudeste de Pittsburg, Kansas.

## Demografia
Segundo o censo americano de 2000, a sua população era de 3396 habitantes.
Em 2006, foi estimada uma população de 3240, um decréscimo de 156 (-4.6%).

## Geografia
De acordo com o United States Census Bureau tem uma área de
6,2 km², dos quais 6,2 km² cobertos por terra e 0,0 km² cobertos por água. Columbus localiza-se a aproximadamente 280 m acima do nível do mar.

## Localidades na vizinhança
O diagrama seguinte representa as localidades num raio de 20 km ao redor de Columbus.